# Wspólnota administracyjna Schirmitz
Wspólnota administracyjna Schirmitz – wspólnota administracyjna (niem. Verwaltungsgemeinschaft) w Niemczech, w kraju związkowym Bawaria, w rejencji Górny Palatynat, w regionie Oberpfalz-Nord, w powiecie Neustadt an der Waldnaab. Siedziba wspólnoty znajduje się w miejscowości Schirmitz.
Wspólnota administracyjna zrzesza cztery gminy wiejskie (Gemeinde): 
- Bechtsrieth, 1 082 mieszkańców, 4,78 km²
- Irchenrieth, 1 172 mieszkańców, 5,27 km²
- Pirk, 1 785 mieszkańców, 26,18 km²
- Schirmitz, 2 048 mieszkańców, 4,97 km²